# 黃茂如
黃茂如是香港上市公司茂業國際（港交所：848）現任董事局主席兼創辦人、伯利兹公民，廣東省揭阳市惠來縣周田人，「茂业系」掌門人、資本大鰐
 。目前主要從事地產、百貨，現在黃氏成功打造以「地產+百貨」為發展模式的「茂業系」 

## 曾任職銜
- 茂業國際控股有限公司 董事局主席兼首席執行官兼執行董事[6][7]

## 事业
早在1992年黃氏已在深圳開發地产, 先後在深圳開發「香蜜湖豪庭」、「都市花园」等項目，現在黃氏透过茂业集團組建「茂业系」
控制成商集团、渤海物流、深国商等公司,並利用公司的地产資源打造「商业+百貨」的模式,即是透过在黄金地段自建物业將一些知名品牌引入並組成商圈,再將「茂业百貨」引入以此方式為物业增值並擴大「茂业百貨」的版圖他更是資本運作能手,即是收購一些經營不善的商業企業後,對收購企業進行改造輸血、重組、剥離不良項目,待時機成熟可以成為新的融資平臺或者套現,茂业集團投資產业包括地產開發、實業投資丶物业投資、創投、酒店、金融投資、零售、物管。在一系列的複雜資本運作背後其實他是為旗下地产、百貨資產借殼實現上市。在2020新财富500富人榜，以110億人民幣排二百八十五位
但實際數字不詳

## 慈善
- 惠来黄茂如：以实际行动践行感恩之心[永久]

## 家庭
黃氏家族有六兄弟其中四人均在商界有不錯的發展，包括大中華地產黃世再
、深圳國都黃茂展、信和地產黃振華、茂業國際黃茂如
茂業國際董事長黃茂如或有關人士斥8,700萬元購入司徒拔道曉廬高層戶
黄维正是黃茂如的兒子，任職茂业商业總裁 

## 外部連結
- 茂業國際控股有限公司 （页面存档备份，存于）